# Старгородський Артем Сергійович
Арте́м Сергі́йович Старгоро́дський (17 січня 1982, Київ, УРСР, СРСР) — український футболіст, півзахисник клубу «Штурм» (Іванків). Найбільш відомий завдяки виступам у складі київського «Арсенала» та солігорського «Шахтаря».

## Життєпис
Вихованець дитячо-юнацької школи ФК «Динамо» (Київ).
Грав за «Динамо-3», «Динамо-2» (Київ), «Система-Борекс» (Бородянка), «Нафтовик» (Охтирка).
У Вищій лізі чемпіонату України виступав за «Таврію» (Сімферополь) та «Арсенал» (Київ).
2013 року Андрій виступав в одеському «Чорноморці».
Наприкінці січня 2014 року Старгородський підписав контракт із солігорським «Шахтарем». У фінальному матчі Кубку Білорусі 2013/14 став автором єдиного голу, який і приніс трофей його команді. У грудні 2016 року стало відомо, що Артем більше не гратиме за білоруську команду.
З 2021 року — гравець клубу «Лівий берег» (Київ), а 2022 року був заявлений за аматорський клуб «Штурм» (Іванків).

## Досягнення
- Чемпіон Першої ліги чемпіонату України (1): 2017/18

## Статистика виступів
Станом на 25 травня 2011 року.
| Сезон     | Клуб                          | Ліга       | Чемпіонат | Чемпіонат | Кубок | Кубок |
| Сезон     | Клуб                          | Ліга       | Ігри      | Голи      | Ігри  | Голи  |
| --------- | ----------------------------- | ---------- | --------- | --------- | ----- | ----- |
| 1998—1999 | «Динамо-3» (Київ)             | Друга ліга | 7         | 0         | 2     | 0     |
| 1999—2000 | «Динамо-3» (Київ)             | Друга ліга | 23        | 2         | 3     | 0     |
| 2000—2001 | «Динамо-2» (Київ)             | Перша ліга | 1         | 0         | 0     | 0     |
| 2000—2001 | «Динамо-3» (Київ)             | Друга ліга | 17        | 1         | 1     | 0     |
| 2001—2002 | «Динамо-3» (Київ)             | Друга ліга | 14        | 2         | 0     | 0     |
| 2001—2002 | «Система-Борекс» (Бородянка)  | Друга ліга | 11        | 0         | 0     | 0     |
| 2002—2003 | «Система-Борекс» (Бородянка)  | Перша ліга | 32        | 0         | 1     | 0     |
| 2003—2004 | «Система-Борекс» (Бородянка)  | Перша ліга | 17        | 4         | 1     | 0     |
| 2003—2004 | «Нафтовик» (Охтирка)          | Перша ліга | 16        | 5         | 0     | 0     |
| 2004—2005 | «Нафтовик-Укрнафта» (Охтирка) | Перша ліга | 16        | 3         | 5     | 0     |
| 2004—2005 | «Таврія» (Сімферополь)        | Вища ліга  | 11        | 0         | 0     | 0     |
| 2005—2006 | «Таврія» (Сімферополь)        | Вища ліга  | 16        | 0         | 2     | 0     |
| 2005—2006 | «Кримтеплиця» (Молодіжне)     | Перша ліга | 7         | 1         | 0     | 0     |
| 2006—2007 | «Кримтеплиця» (Молодіжне)     | Перша ліга | 18        | 3         | 3     | 0     |
| 2006—2007 | «Арсенал» (Київ)              | Вища ліга  | 9         | 0         | 0     | 0     |
| 2007—2008 | «Арсенал» (Київ)              | Вища ліга  | 12        | 1         | 1     | 0     |
| 2008—2009 | «Арсенал» (Київ)              | Вища ліга  | 23        | 0         | 2     | 1     |
| 2009—2010 | «Арсенал» (Київ)              | Вища ліга  | 4         | 0         | 0     | 0     |
| 2010—2011 | «Арсенал» (Київ)              | Вища ліга  | 21        | 3         | 4     | 0     |